# Пловдивська єпархія
Пловдивська єпархія (болг. Пловдивска епархия) — єпархія Православної церкви Болгарії на території Кирджалійської, Смолянської, Пазарджицької і Пловдивської областей Болгарії з кафедрою в Пловдиві і архієрейськими намісництвами в Пазарджиці, Асеновграді, Хасково, Карлово, Панагюриште, ПештеріПештера (місто), Смоляні і Івайловграді.

## Єпископи

### Філіпопольська єпархія Константинопольської православної церкви
- Кирил (1676–1679)
- Нектарій (1682–1688)
- Дамаскін (1688–1697)
- Неофіт (7 січня 1698 — 8 квітня 1711)
- Каллінік (8 квітня 1711–1722)
- Анфим (1723 -?)
- Константій (1725 -?)
- Феофан (1740—1746)
- Серафим (8 жовтня 1746 — 22 липня 1757)
- Авксентій (липень 1757-1765)
- Самуіл (квітень 1765-1780)
- Кирил (лютий 1780-1808)
- Євгеній (березень — червень 1808)
- Іоасаф (червень 1808-1809)
- Іоаннікій (березень 1809-1818)
- Паісій (15 березня 1818-1821)
- Самуіл (січень 1822-1824)
- Никифор (26 вересня 1824-1850)
- Хрісанф (24 серпня 1850-1857)
- Паісій (Зафіров) (15 листопада 1858 — 25 лютого 1861)
- Панарет (Мішайков) (25 лютого 1861 — січень 1872)
- Неофіт (Папаконстантіну) (19 січня 1872 — 14 листопада 1880)
- Григорій (14 листопада 1880-1884)
- Іоакім (29 грудня 1884-1889)
- Фотій (19 грудня 1889-1910)
- Смарагд (5 серпня 1910-1912)
- Тимофей (Ламніс) (21 червня 1912-1913)
- Веніамін (10 вересня 1913 — 21 липня 1925)

### Болгарська православна церква
- Панарет (Мішайков) (11 травня 1872 — 26 листопада 1883)
- Гервасій (Георгієв) (1883-1886)
- Парфеній (Іванов) (1886-1891)
- Натанаіл (Бойкікєв) (24 березня 1891 — 18 вересня 1906)
- Максим (Пелов) (1 жовтня 1906 — 3 березня 1938)
- Кирил (Константинов) (29 травня 1938 — 31 грудня 1968)
- Варлаам (Пешев) (9 березня 1969 — 13 листопада 1986)
- Арсеній (Чакандраков) (8 лютого 1987 — 13 жовтня 2006)
- Кирил (Ковачєв) (14 жовтня 2006 — 11 лютого 2007)
- Ніколай (Севастіяну) (з 11 лютого 2007)